# Ledande fråga
En ledande fråga är en fråga som är formulerad så att svaret antyds av själva frågan.
Ett exempel är frågan "Var det N.N. som rånade dig?", istället för att fråga "Vem var det som rånade dig?"
I samband med rättegångar är ofta ledande frågor förbjudna. I den svenska Rättegångsbalken gäller förbudet vid det inledande vittnesförhöret men ej vid motförhör.